# Алма-Атинский плодоконсервный завод
Плодоконсервный завод Алма-Атинского областного аграрно-промышленного объединения Министерства плодоовощного хозяйства Казахской ССР (ул. Жандосова, 94).

## История
Основан правительством СССР в 1936 году. Специальное оборудование для комбината поступало со всего Советского Союза: из Ереванского завода гидронасосов, Московского завода имени Ярославского, Сумского завода насосов, Симферопольского машзавода и Куйбышевского завода Продмаш. Большой вклад в налаживании и запуске производства оказали специалисты Одесского консервного завода и выпускники Одесского института пищевой промышленности.
В 1938 году комбинатом выпущено продукция на сумму 936,5 тысяч рублей, а к 1944 году эта цифра увеличилась в 3 раза.
В 1942 году объединён с эвакуированным в Алма-Ату Симферопольским консервным комбинатом имени Кирова и начал выпускать мясные и плодоовощные консервы для фронта. В годы войны для воинов армии и раненных бойцов требовалось большое количество витамина С. Наркомат пищевой промышленности Казахской ССР издал приказ № 112, в котором обязывал руководство комбината создать бригаду для строительства цеха переработки плодов шиповника по упрощённой технологической схеме. Через три месяца цех по переработке витамина С был сдан в эксплуатацию с мощностью в 120 миллионов человеко-доз в сезон. Основную рабочую силу комбината составляли женщины. За высокие показатели работы в годы войны 17 работников предприятия были удостоены государственных наград.
Современное название с 1974 года. Имел цехи томатный, фруктовый, халвичный, по производству овощных консервов, детского питания, фруктово-ягодный и другие. Выпускал овощные и фруктовые консервы, подсолнечную халву, горчицу, варенье, натуральные соки, повидло и другие виды продукции — около 80 наименований на 18,5 млн рублей в год (1982). За короткий период превратился в крупный комбинат с мощностью в 3000 тысяч пудов варенья, повидла, консервов. На заводе внедрялись прогрессивная техника и технологии. В 1982 году началась реконструкция одного из ведущих цехов — по переработке томатов, мощность которого была доведена до 100 тонн продукции в сутки. Общая площадь комбината 13 га.
В 1993 выведен из государственной собственности и преобразован в акционерное общество. В 1997 году был объявлен банкротом и прекратил свою деятельность.
В ноябре 1999 года предприятие было ликвидировано.
В 1998 году компания Raimbek Group начала строительство предприятия по производству соков под торговой маркой Juicy на базе Алма-Атинского плодоконсервного завода, и является собственником сети супермаркетов «Арзан».
В ноябре 2008 года на большей части производственных цехов плодоконсервного комбината «Raimbek Group» разместила свой торговый супермаркет «Арзан».
На оставшихся частях производственных цехов комбината располагался «Raimbek Group» — ТОО «Raimbek bottlers».
В 2021 году остатки инфраструктуры снесены; на бывшей территории завода строится ЖК Rams-city. 

## Планы
До 2010 года планировалось полностью восстановить Плодоконсервный завод, так как на его территории имеются возможности для возрождения производства. В перспективе интенсивное развитие перерабатывающего комплекса на базе Плодоконсервного завода позволило бы национальной пищевой промышленности практически полностью обеспечить замещение импорта.